# Ooh Ooh Baby
"Ooh Ooh Baby" er en popsang af den Amerikanske popsangerinde Britney Spears og er skrevet af Kara DioGuardi, Farid Nassar, Erick Coomes og Britney Spears. Sangen optræder som track nummer ti på hendes 5. studiealbum 'Blackout' fra 2007. Ifølge listen 'The Hot Hits On Australian Radio' siger rygterne at sangen vil blive udgivet som albummets tredje single, dog kun i Australien. 
Sangen vil blive udgivet i Januar 2008. 